# Washakie Ten
Washakie Ten è un census-designated place degli Stati Uniti d'America, situato nella Contea di Washakie nello stato del Wyoming. Nel censimento del 2000 la popolazione era di 604 abitanti.

## Geografia fisica
Secondo i rilevamenti dell'United States Census Bureau, la località di Washakie Ten si estende su una superficie di 66,2 km², dei quali 65,0 km² sono occupati da terre, mentre 1,2 km² sono occupati da acque.

## Popolazione
Secondo il censimento del 2000, a Washakie Ten vivevano 604 persone, ed erano presenti 169 gruppi familiari. La densità di popolazione era di 9,3 ab./km². Nel territorio comunale si trovavano 262 unità edificate. Per quanto riguarda la composizione etnica degli abitanti, il 91,56% era bianco, lo 0,17% era nativo, l'1,49% proveniva dall'Asia, il 5,13% apparteneva ad altre razze e l'1,66% a due o più. La popolazione di ogni razza ispanica corrispondeva al 7,95% degli abitanti.
Per quanto riguarda la suddivisione della popolazione in fasce d'età, il 29,8% era al di sotto dei 18, il 5,0% fra i 18 e i 24, il 29,6% fra i 25 e i 44, il 25,2% fra i 45 e i 64, mentre infine il 10,4% era al di sopra dei 65 anni di età. L'età media della popolazione era di 38 anni. Per ogni 100 donne residenti vivevano 109,0 uomini.